# Pamfil din Cezareea
Pamfil din Cezareea (n. c. 240, Beirut - d. 309, Caesarea Maritima) a fost un teolog și traducător creștin, personalitate marcantă din secolul al III-lea.

## Biografie
A urmat cursurile școlii de drept din Beirut, iar mai târziu a preluat funcții administrative în oraș. Pleacă la Alexandria, spre a se dedica studiului "cuvintelor Sfinte". Așa cum ne mărturisește Eusebiu, după ce a vândut întreaga sa avere, Pamfil a început să ducă o viață "profetică și plăcută înaintea lui Dumnezeu". Pieriu, conducătorul Didaskaleionului și "noul Origen", devine magistrul lui Pamfil. În Didaskaleion, moștenirea teologică a lui Origen era încă vie. Se pare că aici se hotărăște Pamfil să meargă pe urmele lui Origen la Cezareea din Palestina, fapt ce s-a petrecut la sfârșitul secolului al IV-lea.

## Lucrări
În Cezareea, Pamfil s-a îngrijit de moștenirea lui Origen. Fericitul Ieronim și Eusebiu de Cezareea relatează cu predilecție despre activitatea de colecționare a operelor lui Origen întreprinsă de Pamfil și despre hirotonirea acestuia din urmă ca preot. Cât de însemnată a fost activitatea lui Pamfil ca dascăl nu reiese destul de clar. Eusebiu însuși se consideră ucenicul lui Pamfil, dacă este să ne luăm după apelativul ce i-a însoțit numele toată viața.
Activitatea științifică a lui Pamfil cuprindea în primul rând copierea lucrărilor lui Origen. Pe lângă această activitate, este plauzibilă și ipoteza conform căreia Pamfil ar fi redactat împreună cu Eusebiu unele excerpte din scrierile origeniene. Mai multe manuscrise dovedesc continuarea activității biblico-critice de către Pamfil: încă aflându-se în închisoare, acesta corecta în colaborare cu un oarecare Antonin textul cărții Estera, așa cum dovedește o notă marginală scrisă de el însuși pe un Codex.
Activitatea de colecționare a literaturii creștine se pare că nu s-a limitat doar la Origen, ci și la alți scriitori ai Bisericii primare, iudei eleniști sau chiar filosofi păgâni. Biblioteca din Cezareea devenea pentru universul creștin ceea ce reprezenta pentru lumea păgână museion-ul alexandrin. Iar aceasta și datorită lui Pamfil.

## Martiriul
Eusebiu a relatat despre martiriul lui Pamfil. În anul 303 începea persecuția creștinilor sub Dioclețian și Maximian. Pamfil a fost arestat în jurul anului 307. Eusebiu relatează că prefectul orașului, Urbanus, l-a lăsat să "depună o probă a elocinței și a cunoștințelor sale religioase", provocându-l ulterior la aducerea jertfelor. Atunci când acesta respinge propunerea, este aruncat în închisoare. A fost omorât la 16 februarie 310, sub Firmilian.

## Apologia lui Origen
Scrierea apologetică a lui Pamfil din Cezareea în favoarea lui Origen este o lucrare de pionierat, deoarece reprezintă prima încercare de acest fel din Biserică. Din păcate, lucrarea nu s-a păstrat în limba originală (greaca), ci numai în traducerea latină a lui Rufin din Aquileea, și acesta la rândul lui un asiduu defensor al marelui învățat alexandrin.
Această apologie este rodul colaborării dintre Sf. Pamfil și discipolul său Eusebiu din Cezareea; prima carte a fost scrisă de Pamfil, în timp ce urmatoarele cinci, concepute de el, ar fi primit forma finală din partea lui Eusebiu. În orice caz, cartea întâi a putut fi transmisă sub numele lui Pamfil, independent de celelalte cărți. Fericitul Ieronim postulează în anul 393 două apologii, atribuind una lui Pamfil, iar pe cealaltă lui Eusebiu. Când mai târziu Ieronim deține și citește el însuși această operă - undeva în jurul anului 399 - consideră întreaga lucrare în șase capitole ca fiind scrisă de Eusebiu și îl învinuia pe nedrept pe Rufin de publicarea primului capitol al cărții sub numele fals al Sfântului Pamfil.
Referitor la structura și conținutul întregii opere în șase cărți, se pot constata următoarele aspecte: Eusebiu amintește că în partea a doua erau scrise informații despre viața și opera lui Origen, în timp ce a șasea carte conținea scrisori către papa Fabian și către alți capi ai Bisericii, scrisori ce tratau subiectul dreptei credințe origeniene. Ieronim amintește că în cartea a șasea fusese tematizată printre altele și disputa cu Metodius. O notiță a diaconului Rusticus permite concluzia că în discuția învățăturilor lui Origen fuseseră aduse citate din teologii mai vechi.
Apologia inițială a lui Pamfil și Eusebiu putea avea următoarea structură:
- Scrisoarea introductivă a lui Pamfil;
- Cartea I: Apărare împotriva învinuirilor actuale;
- Cărțile II-V: Viața și scrierile lui Origen;
- Cartea VI: Scrisori ale lui Origen către capii Bisericii, dispute mai noi;
- Cuvântul de mulțumire către Origen al lui Grigore Taumaturgul.

Din toată această operă nu s-au păstrat decât prima carte ce conținea scrisoarea introductivă a lui Pamfil și cuvântul de mulțumire al lui Grigorie Taumaturgul - și anume exclusiv în traducerea latină a lui Rufin din Aquileea.

## Traduceri în limba română
- Sf. Pamfil din Cezareea, "Apologia lui Origen", în ~, "Apologia lui Origen", Rufin din Aquileea, "Despre falsificarea cărților lui Origen", Cuvânt introductiv și postfață: Georg Röwekamp, Traducere din limba latină: Cosmin Daniel Pricop, Editura Herald, Colecția Spiritualitate Creștină, București, 2009, pp. 25-123.